# CONCACAF Champions League 2009-2010 (fase a gironi)

## Fase a gironi

### Girone A
| Arbitro: | Mauricio Morales |

|           |           |  |
| Ching 68’ | Marcatori |  |

| Arbitro: | Terry Vaughn |

|                                                   |           |             |
| Rodríguez 24’ Mendieta 45’ Mosquera 72’ Lewin 88’ | Marcatori | 78’ Aguilar |

| Arbitro: | Raymond Bogle |

|                                                    |           |  |
| Álvarez 13’ Mendívil 19’ 55’ Torres 84’ Montes 90’ | Marcatori |  |

| Arbitro: | Neal Brizan |

|               |           |            |
| Rodríguez 90’ | Marcatori | 69’ Kamara |

| Arbitro: | Baldomero Toledo |

|  |           |               |
|  | Marcatori | 90’ Rodríguez |

| Arbitro: | Elmer Bonilla |

|                         |           |  |
| Benítez 25’ Aguilar 74’ | Marcatori |  |

| Arbitro: | Oscar Moncada |

|  |           |                                           |
|  | Marcatori | 10’ 82’ Mendívil 35’ Brambila 60’ Benítez |

| Arbitro: | Paul Delgadillo |

|                                                 |           |               |
| Robinson 12’ Weaver 50’ Ashe 70’ Holden 74’ 90’ | Marcatori | 69’ Rodríguez |

| Arbitro: | Roberto Moreno |

|  |           |             |
|  | Marcatori | 23’ Benítez |

| Arbitro: | Jair Marrufo |

|                                                    |           |  |
| Aguirre 29’ 71’ Rodríguez 52’ 73’ 88’ McTaggar 80’ | Marcatori |  |

| Arbitro: | Joel Aguilar |

|                  |           |  |
| Mendívil 44’ 54’ | Marcatori |  |

| Arbitro: | Jose Pineda |

|                                |           |                      |
| Montes 7’ Canales 9’ Umaña 56’ | Marcatori | 27’ Cameron 45’ Hall |

### Girone B
| Arbitro: | Elmer Bonilla |

|                                              |           |            |
| Martínez 23’ Palacios 83’ Berríos 87’ (rig.) | Marcatori | 48’ Emilio |

| Arbitro: | Walter Quesada |

|  |           |         |
|  | Marcatori | 9’ Nava |

| Arbitro: | Courtney Campbell |

|             |           |                           |
| Pontius 47’ | Marcatori | 5’ Marín 79’ 86’ Mancilla |

| Arbitro: | Paul Delgadillo |

|                                       |           |              |
| Berríos 10’ Sabillón 86’ Martínez 90’ | Marcatori | 45’ Williams |

| Arbitro: | Trevor Taylor |

|  |           |                  |
|  | Marcatori | 14’ (rig.) Gómez |

| Arbitro: | Carlos Batres |

|                                                                      |           |  |
| Brizuela 13’ de la Torre 14’ 68’ Nava 47’ 90’ Marín 82’ Esquivel 88’ | Marcatori |  |

| Arbitro: | Luis de la Rosa |

|                                      |           |  |
| Brizuela 28’ Zárate 65’ Calderón 78’ | Marcatori |  |

| Arbitro: | Silviu Petrescu |

|                           |           |  |
| Emilio 47’ 71’ Moreno 55’ | Marcatori |  |

| Arbitro: | Germán Arredondo |

|                                        |           |            |
| Gómez 13’ 69’ Fred 30’ Khumalo 43’ 90’ | Marcatori | 83’ Britto |

| Arbitro: | Walter Lopez |

|                              |           |  |
| Martínez 9’ (rig.) Mejía 35’ | Marcatori |  |

| Arbitro: | Geoffrey Hospedales |

|                  |           |            |
| López 62’ (rig.) | Marcatori | 5’ Pontius |

| Arbitro: | Marco Rodriguez |

|                       |           |                                   |
| Glen 42’ Mulraine 74’ | Marcatori | 26’ Martínez 47’ 69’ 81’ Palacios |

### Girone C
| Arbitro: | Roberto Moreno |

|                        |           |  |
| Lenhart 58’ Rogers 79’ | Marcatori |  |

| Arbitro: | Courtney Campbell |

|                        |           |  |
| Riveros 14’ Huiqui 36’ | Marcatori |  |

| Arbitro: | Luis Rodriguez |

|                                    |           |             |
| Arrieta 34’ Centeno 39’ Alonso 48’ | Marcatori | 25’ Mediate |

| Arbitro: | Oscar Moncada |

|                                                       |           |  |
| Lozano 4’ 82’ (rig.) 88’ Núñez 9’ Marshall 47’ (aut.) | Marcatori |  |

| Arbitro: | Stanley Lancaster |

|                                  |           |                           |
| Arrieta 23’ Noel 39’ Addlery 44’ | Marcatori | 33’ 65’ Zeballos 85’ Vela |

| Arbitro: | Roberto Garcia Orozco |

|  |           |          |
|  | Marcatori | 5’ Gaven |

| Arbitro: | Raymond Bogle |

|            |           |            |
| Hansen 72’ | Marcatori | 89’ Waston |

| Arbitro: | Geoffrey Hospedales |

|  |           |                       |
|  | Marcatori | 14’ Zeballos 39’ Vela |

| Arbitro: | Mauricio Morales |

|                   |           |              |
| Rogers 27’ (rig.) | Marcatori | 90’ Robinson |

| Arbitro: | Paul Ward |

|                    |           |  |
| Ortiz 6’ Villa 52’ | Marcatori |  |

| Arbitro: | Elmer Bonilla |

|             |           |              |
| Delgado 33’ | Marcatori | 74’ Rentería |

| Arbitro: | Ricardo Zelaya |

|            |           |                        |
| Waston 44’ | Marcatori | 55’ Núñez 82’ Zeballos |

### Girone D
| Arbitro: | José Pineda |

|             |           |  |
| Fuentes 70’ | Marcatori |  |

| Arbitro: | Walter Lopez |

|              |           |  |
| Martínez 11’ | Marcatori |  |

| Arbitro: | Ricardo Salazar |

|          |           |                                   |
| Leon 75’ | Marcatori | 31’ Montepeque 80’ (rig.) Fonseca |

| Arbitro: | Ricardo Cerdas |

|             |           |                                           |
| Mattoso 52’ | Marcatori | 12’ Barrera 45’ Chiapas 64’ 68’ 83’ López |

| Arbitro: | Mark Geiger |

|                                    |           |                           |
| Faña Farías 21’ Renato Pereira 89’ | Marcatori | 87'’ Rosales 90’ Palencia |

| Arbitro: | Benito Archundia |

|                 |           |  |
| Fonseca 35’ 89’ | Marcatori |  |

| Arbitro: | Walter Quesada |

|  |           |                         |
|  | Marcatori | 46’ 54’ 76’ Faña Farías |

| Arbitro: | Elmar Rodas |

|                                        |           |  |
| Íñiguez 21’ 61’ Rosales 40’ Cortés 82’ | Marcatori |  |

| Arbitro: | Raymond Bogle |

|                        |           |             |
| Palencia 68’ Rojas 86’ | Marcatori | 61’ Viveros |

| Arbitro: | Roberto Garcia |

|                              |           |  |
| Thompson 9’ (aut.) Pavón 15’ | Marcatori |  |

| Arbitro: | Trevor Taylor |

|                             |           |                       |
| Diaz 6’ 9’ Seabra Filho 65’ | Marcatori | 45’ Mattoso 57’ Pavón |

| Arbitro: | Luis Rodriguez |

|                             |           |              |
| Thompson 5’ Montepeque 23'’ | Marcatori | 23’ González |